# Karl Duill
Karl Duill est un coureur cycliste sur piste allemand des années 1900.

## Palmarès
- 1900
  -  Vice-champion olympique de la course aux points